# Hollow Crown
Hollow Crown è il terzo album in studio del gruppo musicale inglese Architects, pubblicato nel 2009.

## Tracce
1. Early Grave – 3:33
2. Dethroned – 3:07
3. Numbers Count for Nothing – 3:50
4. Follow the Water – 3:41
5. In Elegance – 4:17
6. We're All Alone – 3:01
7. Borrowed Time – 2:31
8. Every Last Breath – 3:29
9. One of These Days – 2:34
10. Dead March – 3:47
11. Left with a Last Minute – 2:58
12. Hollow Crown – 4:25

## Formazione
- Sam Carter - voce
- Tom Searle - chitarra solista, tastiera, programmazione
- Tim Hillier-Brook - chitarra ritmica
- Alex "Ali Dino" Dean - basso
- Dan Searle - batteria, percussioni, programmazione